# Ульяновськ
Улья́новськ (рос. Ульяновск, тат. Сембер, чув. Чĕмпĕр, ерз. Ульянонь ош) (до 1780 року — Синбі́рськ, у 1780—1924 — Симбі́рськ , з мордовської корінь слова перекладається як "зелені гори"[джерело?]) — місто в Російській Федерації, центр Ульяновської області. Розташовано на Приволзькій височині, на берегах Волги (Куйбишевське водосховище) і Свіяги в місці їхнього максимального зближення. Населення — 614 444 мешканці (2012). Засноване в 1648 році.

## Клімат
| Клімат Ульяновська       | Клімат Ульяновська | Клімат Ульяновська | Клімат Ульяновська | Клімат Ульяновська | Клімат Ульяновська | Клімат Ульяновська | Клімат Ульяновська | Клімат Ульяновська | Клімат Ульяновська | Клімат Ульяновська | Клімат Ульяновська | Клімат Ульяновська | Клімат Ульяновська |
| Показник                 | Січ.               | Лют.               | Бер.               | Квіт.              | Трав.              | Черв.              | Лип.               | Серп.              | Вер.               | Жовт.              | Лист.              | Груд.              | Рік                |
| Абсолютний максимум, °C  | 5,7                | 5                  | 16,5               | 30                 | 36,3               | 37,2               | 36,3               | 36,2               | 33,1               | 25,7               | 14,6               | 6,2                | 37,2               |
| Середній максимум, °C    | −7,7               | −7,1               | −0,4               | 11,4               | 20,8               | 24,2               | 25,4               | 23,4               | 17,3               | 7,5                | −0,4               | −5,1               | 9,5                |
| Середня температура, °C  | −11,8              | −11,5              | −4,9               | 6,1                | 14                 | 18,5               | 19,8               | 17,5               | 12,1               | 3,6                | −3,3               | −8,7               | 4,9                |
| Середній мінімум, °C     | −15,4              | −15,5              | −9,2               | 0,9                | 7,3                | 12,2               | 13,9               | 11,7               | 7,2                | 0,2                | −5,9               | −11,7              | 0,5                |
| Абсолютний мінімум, °C   | −39,1              | −39,9              | −31,1              | −23,2              | −6,9               | −2,8               | 4,4                | −1,3               | −5                 | −19,4              | −28,6              | −36,9              | −39,9              |
| Норма опадів, мм         | 29                 | 21                 | 19                 | 29                 | 36                 | 66                 | 87                 | 47                 | 53                 | 41                 | 29                 | 27                 | 484                |
| ------------------------ | ------------------ | ------------------ | ------------------ | ------------------ | ------------------ | ------------------ | ------------------ | ------------------ | ------------------ | ------------------ | ------------------ | ------------------ | ------------------ |
| Джерело: Погода и климат |                    |                    |                    |                    |                    |                    |                    |                    |                    |                    |                    |                    |                    |

## Історія

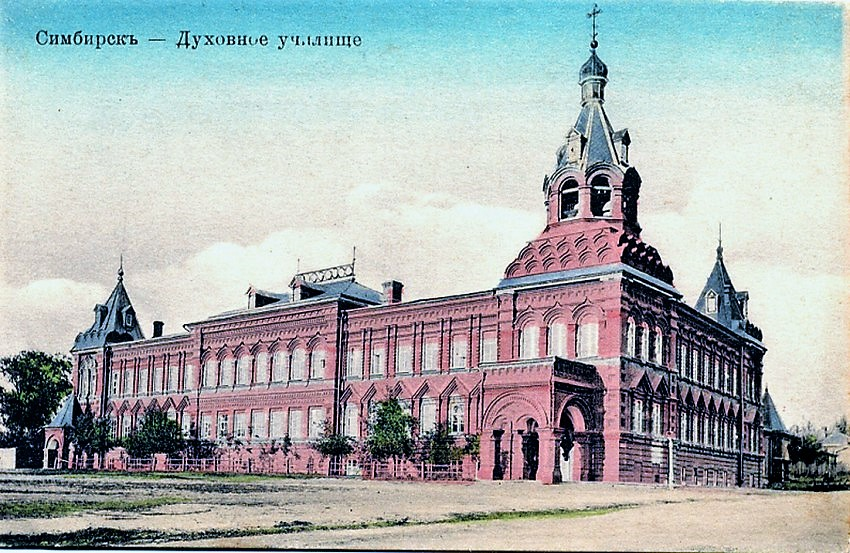
Старий Симбірськ. Так виглядало місто в роки дитинства і юності Володимира Ульянова (Леніна).

Засноване 1648 року по указу царя Олексія Михайловича воєводою Богданом Матвійовичем Хитрово, як фортеця Синбірськ (пізніше — Симбірськ).
Восени 1670 року Симбірськ осаджували війська Степана Разіна. Разін не зміг успішно завершити облогу, 4 жовтня він був поранений в бою, товариші винесли його до річки, завантажили в човен і відпливли вниз по Волзі). У 1672, за оборону від Степана Разіна Симбірську було надано перший герб.
У 1774 році до Симбірська доставили полоненого Омеляна Пугачова, і допитували його з 2 по 6 жовтня. 26 жовтня Пугачова відправили з Симбірська до Москви.
У 1780–1796 роках Симбірськ був центром Симбірського намісництва Російської імперії. З він став головним містом новоствореної Симбірської губернії.
У 1864 році, 12 серпня, почалася найбільша пожежа в Симбірську, яка тривала 9 днів. Від міста вціліла його четверта частина. Карамзинська бібліотека, Спаський монастир, 12 церков, поштамт, усі найкращі приватні будівлі згоріли.
У 1898 році місто було з'єднано залізницею з Інзою, на початку XX століття — з Бугульмою.
У різний час Симбірська був центром Симбірського повіту, Симбірської провінції, Симбірського намісництва, Симбірської губернії.
У 1924 році було перейменовано в Ульяновськ на честь Владіміра Ульянова (Леніна).
З 1928 року місто належало до Середньоволзької області (краю), з 1936 — до Куйбишевської області.
У роки Німецько-радянської війни в Ульяновську в евакуації перебувала Московська Патріархія. Крім того, евакуйовані з Москви ряд промислових підприємств (серед них Автомобільний завод імені Сталіна). У 1943, Ульяновськ став центром знов створеної Ульяновської області.

## Українці в місті

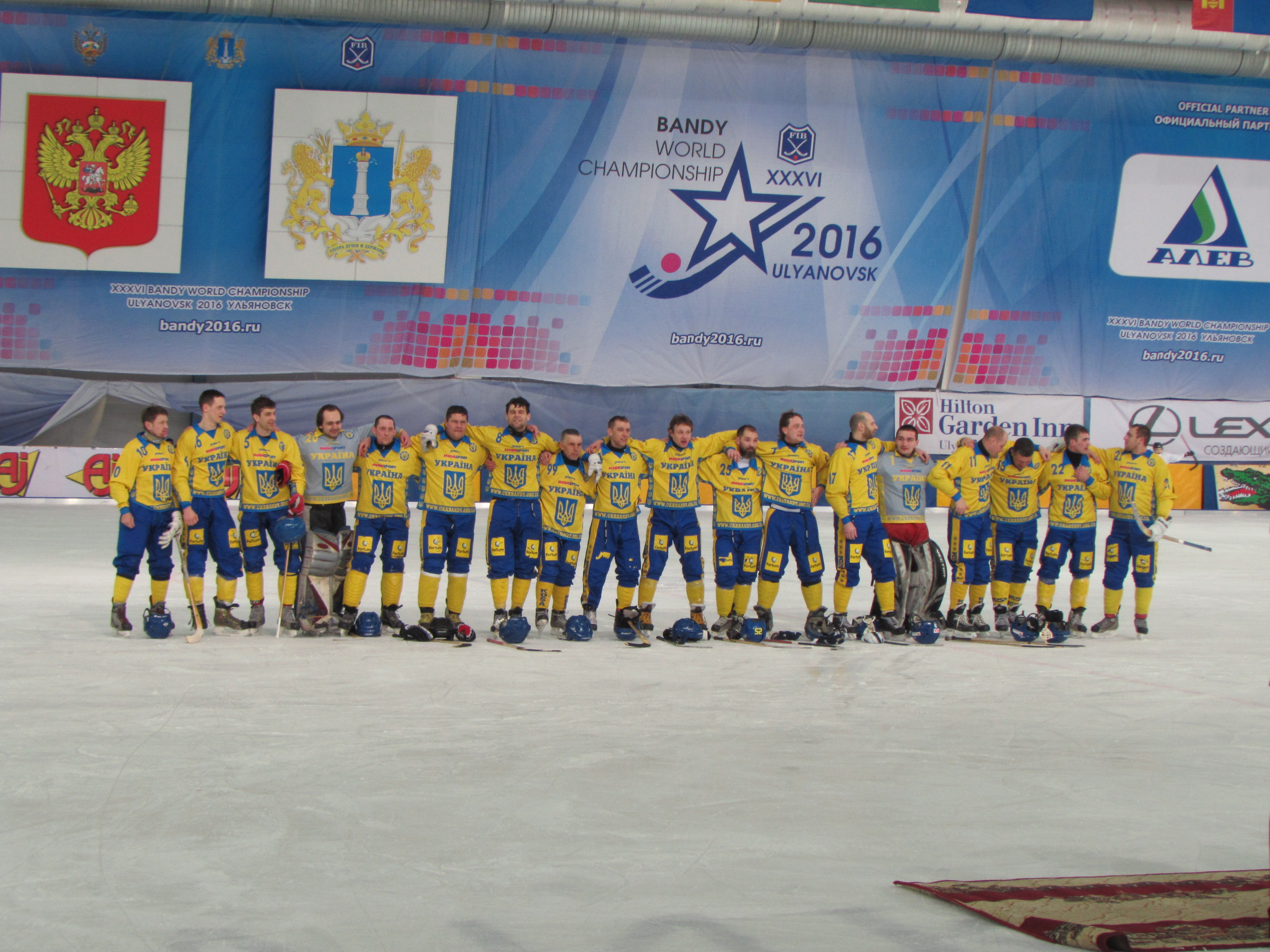
Національна збірна з хокею з м'ячем на чемпіонаті світу в Ульяновську 2016.

Під час Першої світової війни в місті перебували арештовані російськими окупантами в Галичині громадські, релігійні діячі; полонені військовики Легіону УСС:
- отець Носковський Володислав Михайлович
- отець-митрат Гордієвський зі Станіславова
- Горук Сень (Семен)
- Носковський Зенон[3].
- Михайло Грушевський, заарештований за "австрофільство" через його зв'зки з українськими діячами в Австро-Угорщині

## Адміністративний поділ
Місто ділиться на чотири райони:
- Желєзнодорожний
- Заволзький
- Засвіязький
- Ленінський

## Економіка і промисловість
Основа економіки міста — це підприємства машинобудування і металообробки; розвинені також: електроенергетика, роздрібна торгівля та капітальне будівництво.
В Ульяновську розташовані такі підприємства:
- Ульяновський ливарний завод (виробництво переробного та ливарного чавуну);
- Ульяновський автомобільний завод;
- Авіабудівний завод «Авиастар-СП»;
- Ульяновська філія ТГК-7;
- Ульяновський машинобудівний завод ім. Володарського;
- Ульяновський завод важких і унікальних верстатів (УЗТС);
- Ульяновський механічний завод;
- Завод «Волзькі мотори» ;
- Завод «Контактор» (виробництво електроустаткування для енергетики та металургії);
- ГідроТоргСервіс (виробництво гідравлічного обладнання);
- Приладобудівний завод «Утьос»;
- Промислова група «Мікроелектронні датчики»
- Кондитерська фабрика «Волжанка»;
- Завод ЗБВ-3;
- Комбінат будівельних матеріалів;
- Меблева фабрика «Симбірська меблева компанія»;
- Текстильна фабрика «Русь»;
- Кондитерська фабрика «Глобус»;
- Ульяновська філія ВАТ «Волгателеком».

## Транспорт
Ульяновськ — важливий вузол Куйбишевської залізниці, має один головний і 3 другорядних вокзали. Поруч з містом розташовані два аеропорти — Ульяновськ-Центральний (ULK) і Ульяновськ-Восточний (ULY). На правому березі Волги в Желєзнодорожному районі знаходиться Ульяновський річковий порт.
Два береги Волги пов'язані між собою двома мостами.
Старий залізничний міст офіційно відкритий 5 жовтня 1916 року, названий на початку будівництва «Імператорським Його величності Миколи II», в 1917 р. він був перейменований в «міст Свободи». У зв'язку з утворенням Куйбишевського водосховища в 1953—1958 роках опори моста були розширені і нарощені, відкрито автомобільний рух. Вся реконструкція мосту проводилася без припинення руху поїздів.
Новий міст, названий Президентським, введено в експлуатацію 26 листопада 2009 року, до цього моменту міст відкривався двічі: для роботи в тестовому режимі і в п'ятницю, 13 листопада у зв'язку з вибухом на складі боєприпасів «Арсенал» в Заволзькому районі міста. Нижній ярус мосту для двосмугового руху планується відкрити в 2012 році. Новий міст знаходиться за межами м. Ульяновська і призначений в основному для руху транзитного транспорту, основне внутрішньоміське сполучення продовжується старим автомобільним мостом.
Міський транспорт представлений трамваєм (див. Ульяновський трамвай), тролейбусом (див. Ульяновський тролейбус), автобусом і маршрутним таксі. Особливістю міста є те, що трамвайні лінії знаходяться виключно в правобережній частині міста, а тролейбусні — в лівобережній (Заволзький район).
В останні роки існування СРСР було заплановано спорудження в Ульяновську метрополітену. Наразі, згідно з новим генеральним планом міста, також з нової лівобережної частини міста в стару правобережну і також з використанням нижнього ярусу добудовується автометроміст, передбачено створення в перспективі легкого метро (метротраму) з підземною ділянкою в центрі (див. Ульяновське легке метро). До його створення нижній ярус мосту буде тимчасово відданий також під автомобільний рух.
Через Ульяновськ проходять автотраси регіонального значення:
- А151 Ульяновськ — Цивільськ, в'їзд на федеральну трасу М7.
- Р178 Саранськ – Ульяновськ — Димітровград — Самара.
- Р228 Ульяновськ — Сизрань — Саратов — Волгоград.
- Р241 Ульяновськ — Буїнськ — Казань.

## Освіта
- Ульяновський державний університет
- Ульяновський державний технічний університет
- Ульяновський державний педагогічний університет
- Ульяновська державна сільськогосподарська академія
- Ульяновське вище авіаційне училище цивільної авіації
- Ульяновське вище військове інженерне училище зв'язку імені Г. К. Орджонікідзе (філія) (закрита в 2008 р.)
- Ульяновське вище військово-технічне училище імені Богдана Хмельницького (філія)
- Ульяновська філія Московського інституту підвищення кваліфікації при МГТУ ім. Баумана
- Ульяновська філія Московського педагогічного державного університету
- Ульяновська філія Сучасної гуманітарної академії

## Культура

### Театри
- Ульяновський обласний драматичний театр імені І. А. Гончарова
- Ульяновський обласний театр ляльок імені В. М. Леонтьєвої
- Ульяновський театр юного глядача «Nebolshoy Театр».

### Музеї
- Ульяновський обласний художній музей
- Ульяновський обласний краєзнавчий музей
- Історико-літературний музей «Будинок Язикових»
- Історико-меморіальний музей І. А. Гончарова

## Галерея

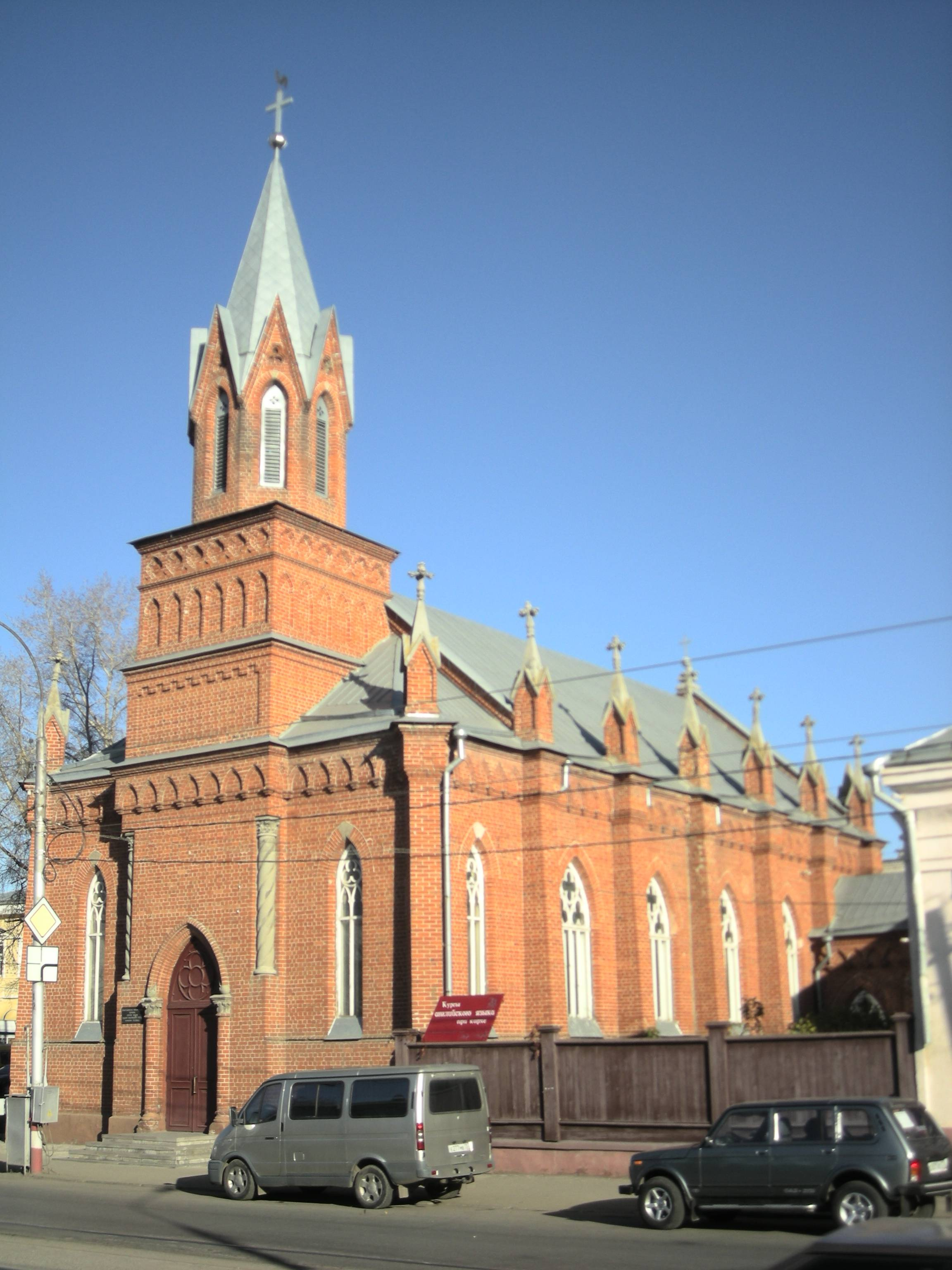
Лютеранська церква
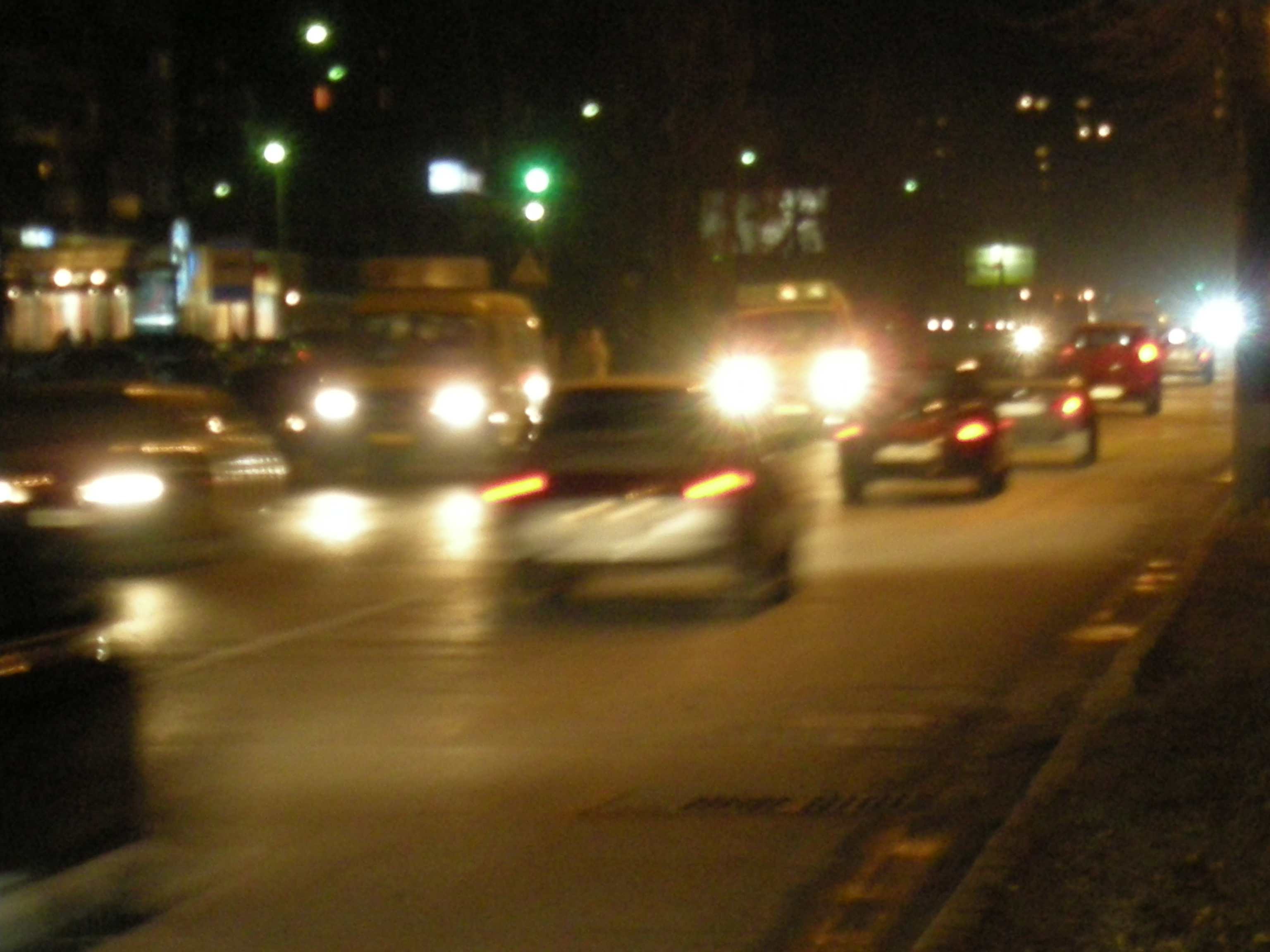
Вид на вулиці Кірова
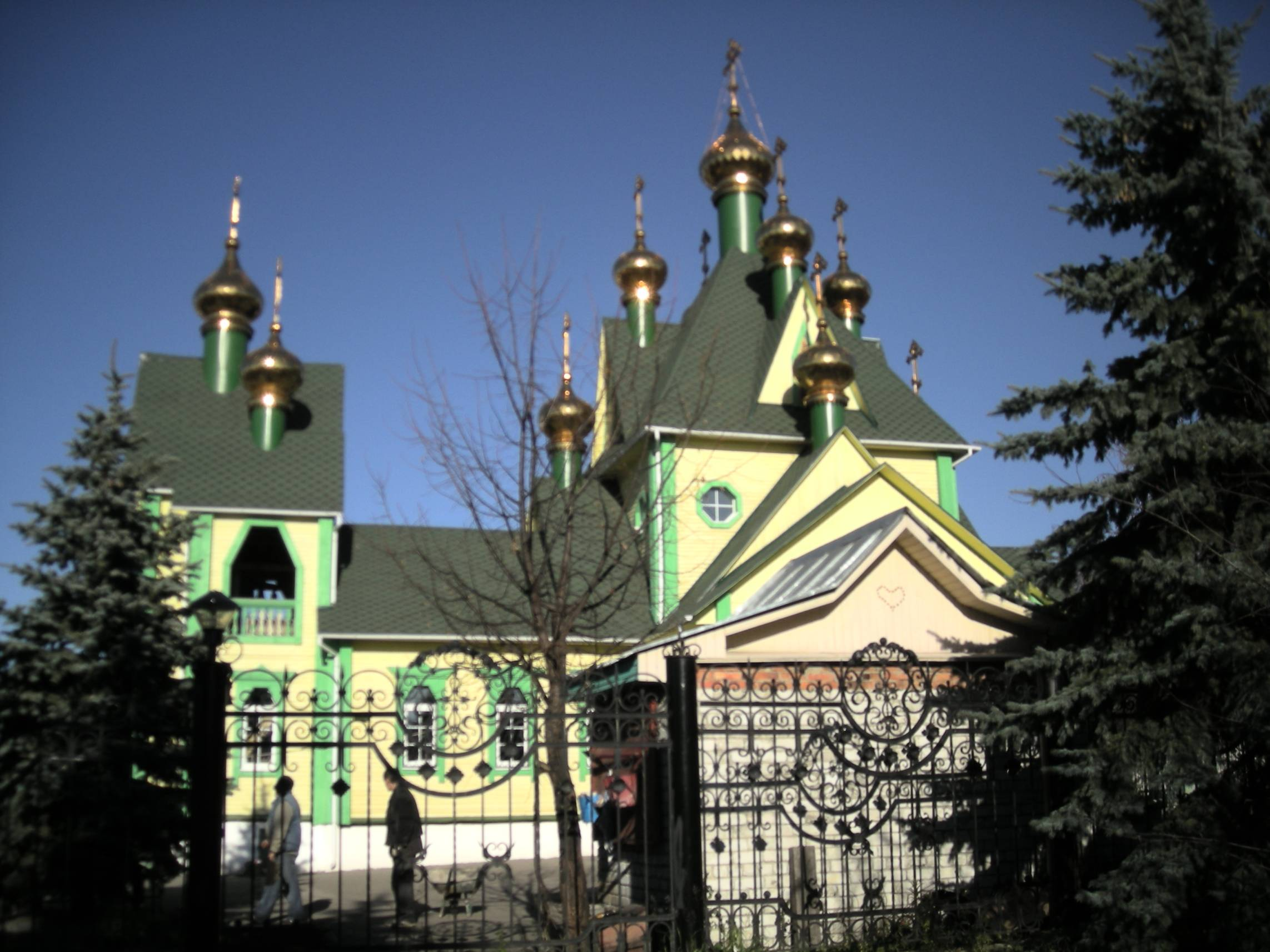
Церква всіх святих
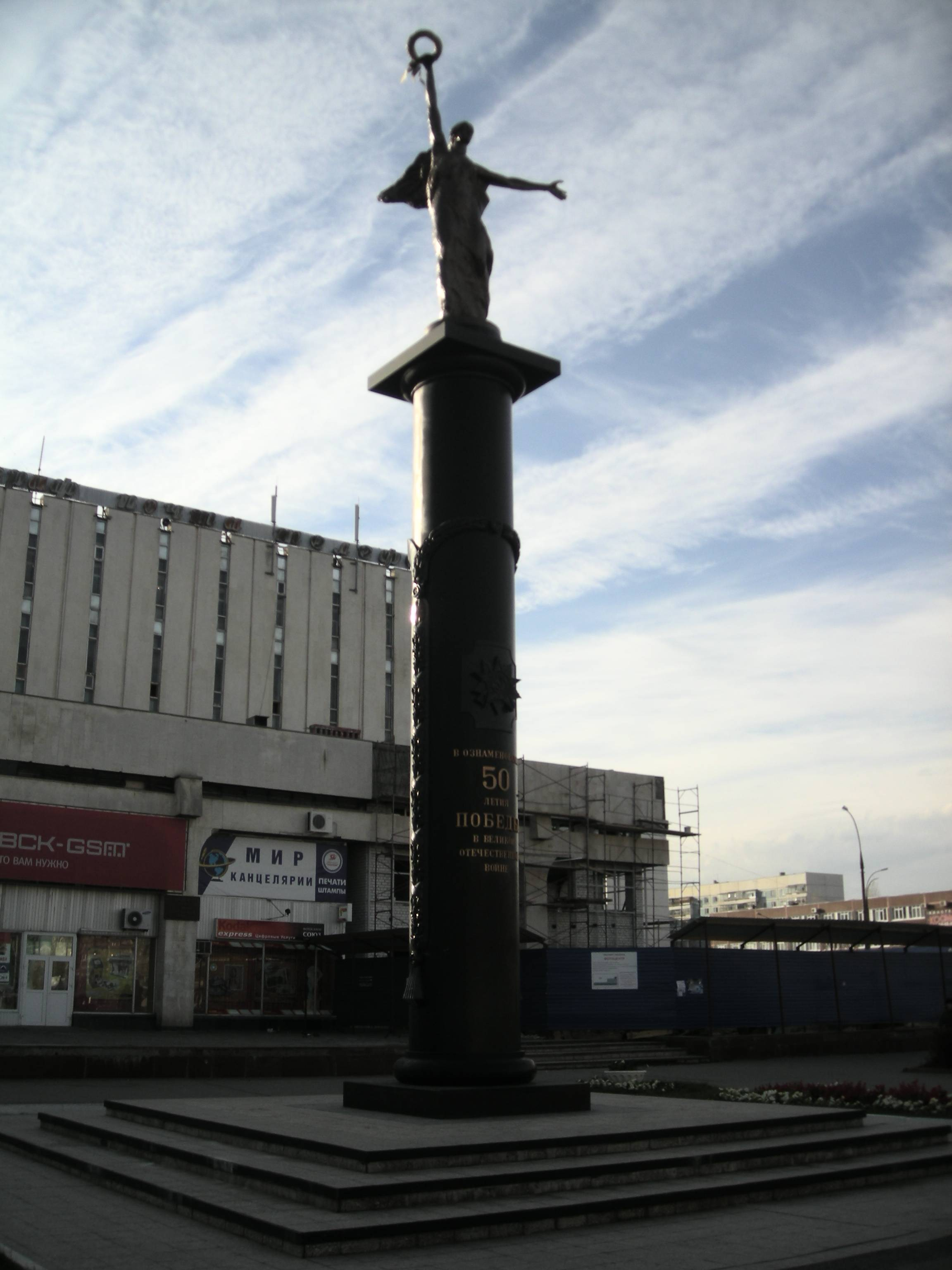
Пам'ятник перемоги
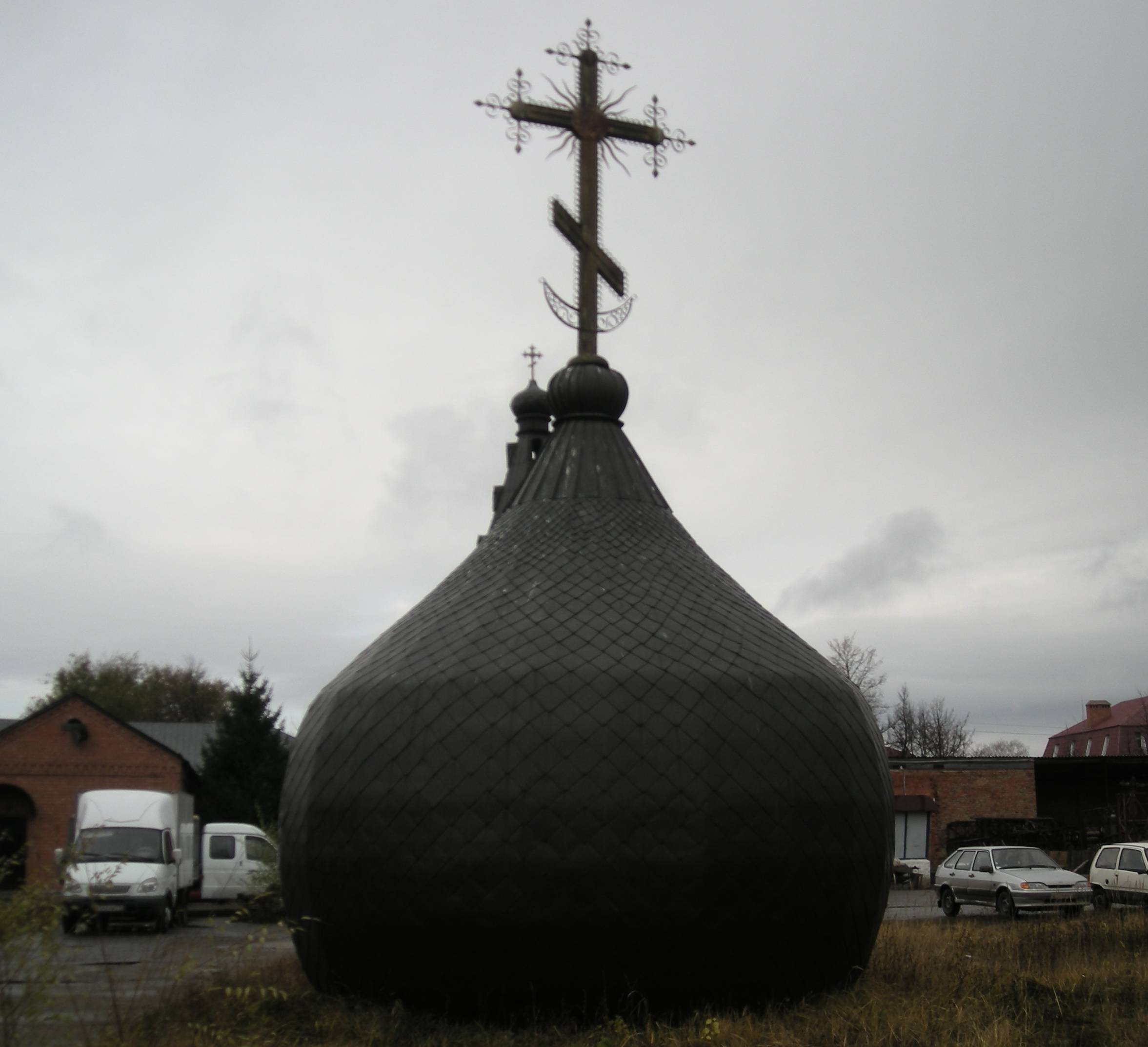
Симбірське Православне братство
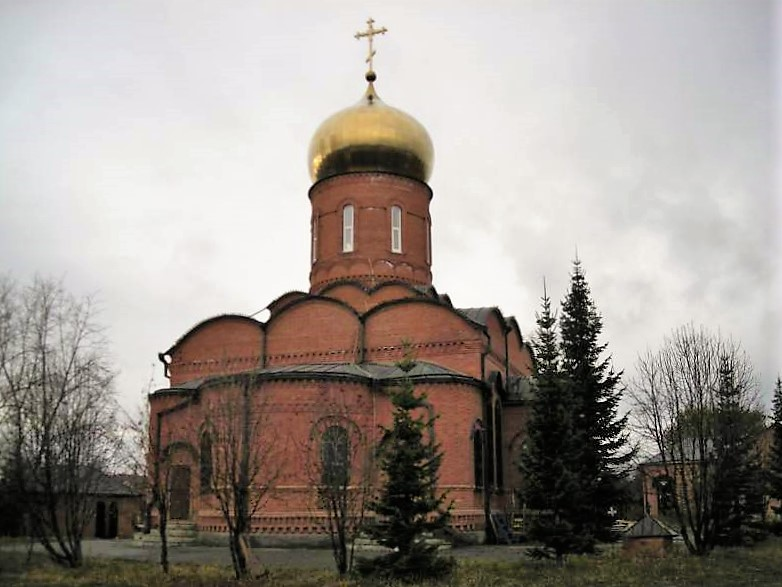
Симбірське Православне братство
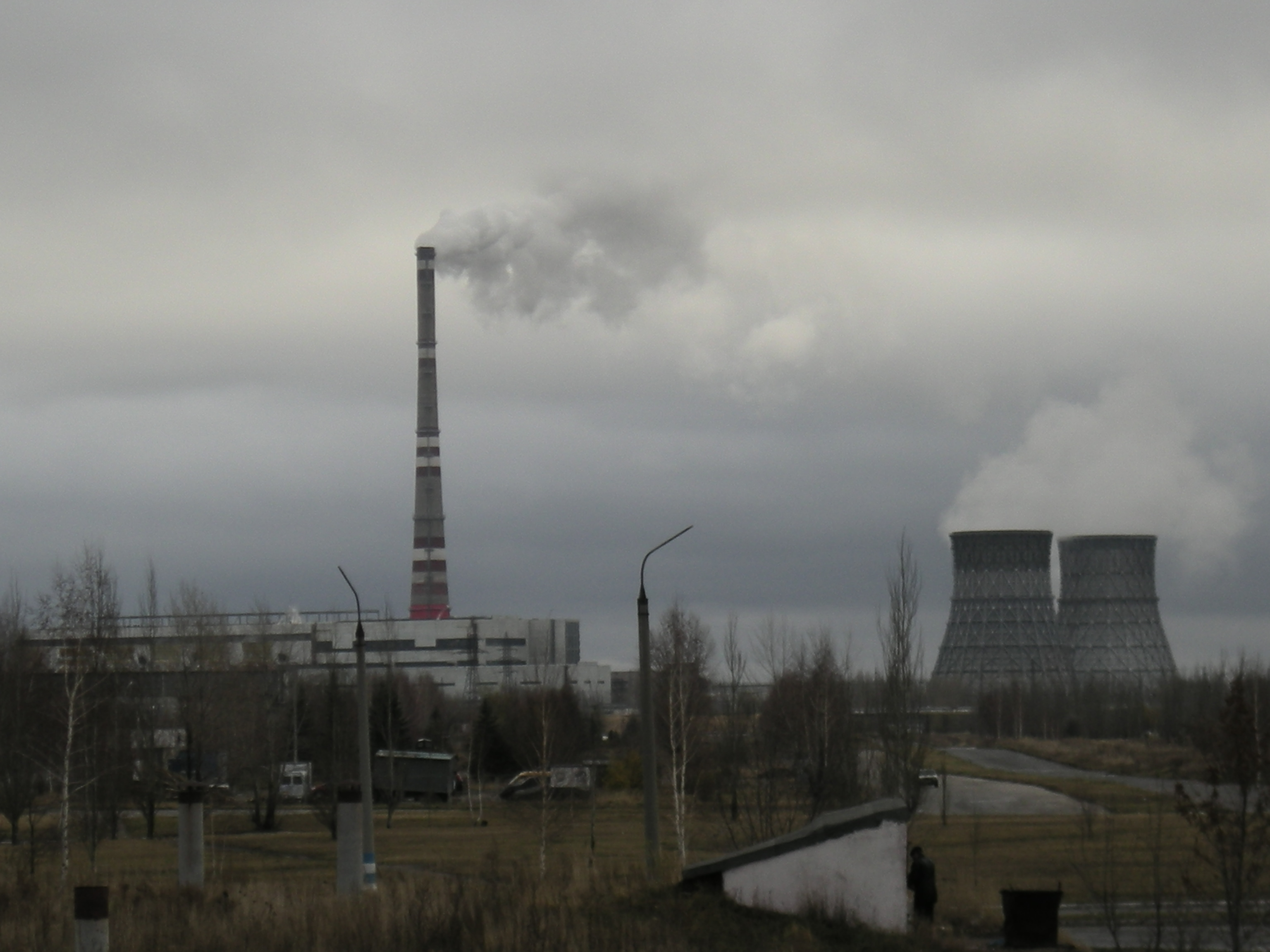
Міська ТЕС
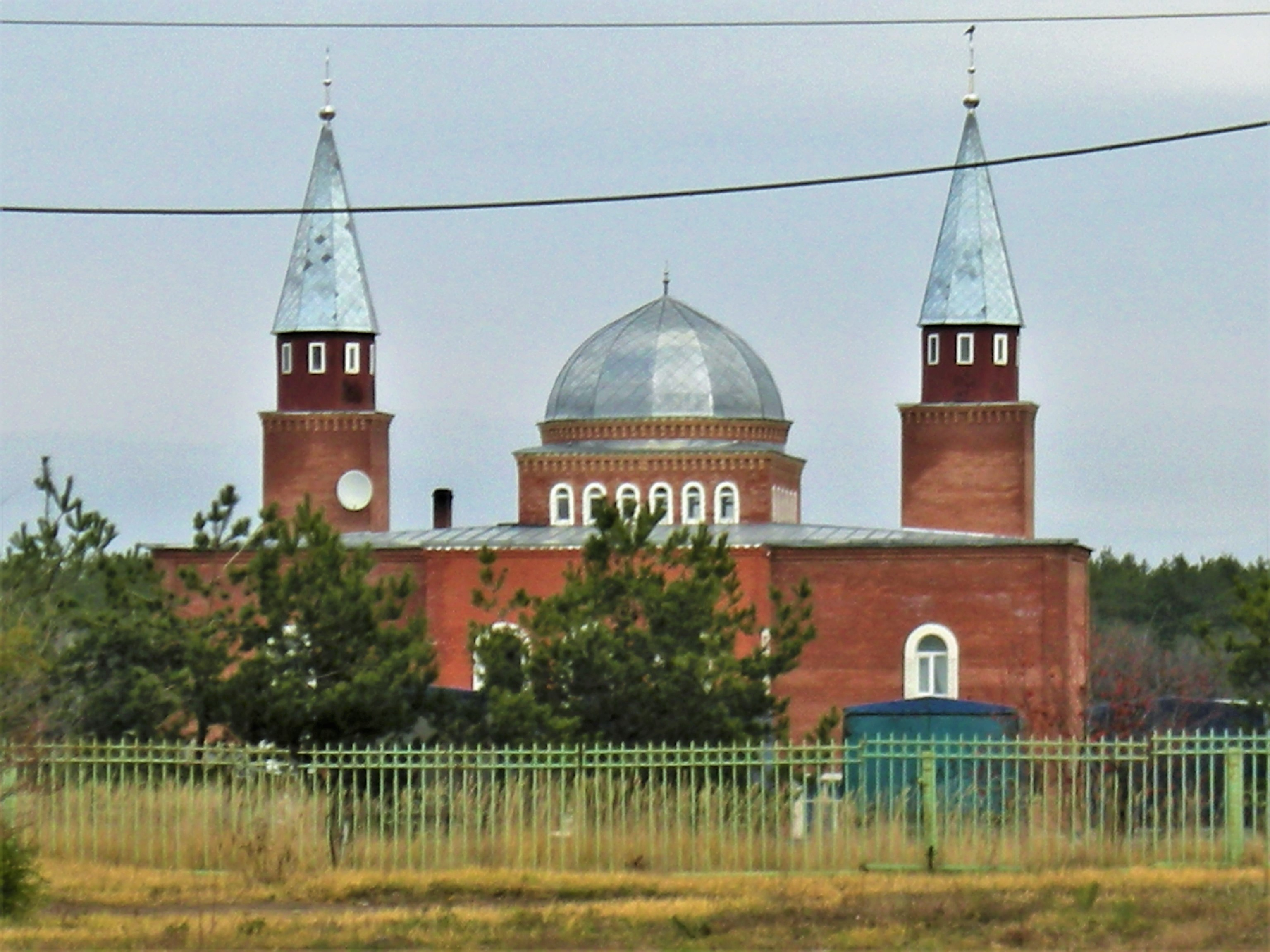
Мечеть в Новому місті

## Відомі люди

### Народились
- Ленін Володимир Ілліч — професійний революціонер, один з головних творців СРСР;
- Керенський Олександр Федорович — російський політичний діяч, тимчасовий уряд якого Ленін скинув у 1917 році, захоплюючи владу;
- Ульянов Дмитро Ілліч — діяч російського революційного руху, молодший брат В. І. Леніна;
- Ясеніца Павел — польський письменник і публіцист;
- Карцев Олексій Дмитрович (1900, Симбірськ — 1967, Москва) — російський письменник;
- Кобозя Вальдемар — російський шансоньє;
- Морозевич Іван Антонович — начальник штабу дивізії Дієвої Армії УНР.
- Тікунов Вадим Степанович (1921—1980) — радянський державний діяч;
- Виноградов Олексій Іванович (1912—1974) — радянський науковець, фахівець в царині будівельної механіки, доктор технічних наук, професор.
- Гончаров Іван Олександрович (1812—1891) — російський письменник
- Шишков Олександр Володимирович (1988—2022) — офіцер ПДВ РФ, учасник вторгнення в Україну. Герой Російської Федерації.